# District de Shurugwi
Le district de Shurugwi est une subdivision administrative de second ordre de la province des Midlands au Zimbabwe. 